# Пирожкова Антоніна Миколаївна
Антоніна Миколаєва Пирожкова (1 липня 1909, Красний Яр, Томська губернія — 12 вересня 2010, Сарасота, штат Флорида, США) — радянський інженер-будівельник. Вдова письменника Ісака Бабеля в цивільному шлюбі.

## Життєпис
Народилася 1909 року в селі Красний Яр Томської губернії. Після передчасної смерті батька в 1923 році, одночасно з навчанням працювала репетитором з математики. 1930 року закінчила Сибірський Томський технологічний інститут ім. Ф. Е. Дзержинського (нині — Томський політехнічний університет) . Працювала в конструкторському бюро Кузнецкбуду (Томський округ), а після переїзду до Москви вступила до Метропроєкту (1934), згодом ставши головним конструктором цього інституту. Пірожкова була однією з перших, хто проєктував Московський метрополітен, у тому числі станції «Маяковська», «Павелецька», «Арбатська», «Київська» та «Площа Революції». Колеги вважали її одним із найталановитіших інженерів-проєктувальників .
Пізніше викладала на кафедрі тунелів та метрополітенів у МІІТі (Московський інститут інженерів транспорту) . Була співавтором першого та єдиного підручника з будівництва тунелів та метрополітенів .
Антоніна Пирожкова познайомилася з Ісаком Бабелем у 1932 році, через два роки вони поєднали свої долі. Їхня донька, Лідія Ісаківна Бабель, народилася в 1937 році . Наслідуючи революційні традиції того часу, шлюб вони не зареєстрували: згодом це принесло Антоніні Миколаївні деякі бюрократичні труднощі .
Так і не беручи повторного шлюбу (до 1954 року вона вірила, що Бабель ще живий), вона стала збирати матеріали з життя і творчості великого письменника.
Будучи інженером-проектувальником, Антоніна Пирожкова у 1950-ті роки брала участь у створенні палаців для курортних зон радянського Кавказу.
15 травня 1939 року в будинку в Передєлкіно (селище радянських письменників) Ісак Бабель було заарештовано співробітниками НКВС . Ні мати письменника, ні Антоніна Пирожкова не були сповіщені про його розстріл у в'язниці НКВС 27 січня 1940 року. Щоразу по кожному запиту, зробленому дружиною, була відповідь, що її чоловік «живий і відбуває термін ув'язнення на будівництві народного господарства Сибіру». Антоніна Миколаївна дізналася про смерть Бабеля вже у 1954 році, тільки після смерті Йосипа Сталіна та подальшої реабілітації письменника як незаконно репресованого. Хоча перед цим на її черговий запит про долю І. Бабеля отримувала стандартну офіційну відповідь з МДБ СРСР, що її чоловік загинув під час робіт у період війни 1941 року, 17 березня . Архів письменника, вилучений під час арешту в його квартирі, зник без сліду і досі не виявлений .
У 1972 році Антоніна Пирожкова стала упорядником збірки спогадів та матеріалів «Ісак Бабель. Спогади сучасників» (2-ге видання — 1989), входила до Комісії з літературної спадщини Бабеля.
У 1996 році переїхала до Сполучених Штатів Америки, щоб бути поряд з улюбленим онуком, який жив тоді в містечку Сілвер-Спринг, штат Меріленд . У свій час жила з донькою, в передмісті Вашингтона, в останні роки життя — у Флориді. Опублікувала книгу спогадів «На його боці» про спільні роки життя з письменником, яку почала готувати ще наприкінці 1960-х років у Радянському Союзі, але вважала, що цензура СРСР не дозволить публікувати в країні інформацію про його арешт і розстріл. Книга була видана видавництвом Steerforth Press у перекладі англійською мовою: «At His Side: The Last Years of Isaac Babel» (1996). У 2001 році книга була видана російською мовою: «Сім років з Ісааком Бабелем» (видавництво «Слово» / Word, місто Нью-Йорк, США). Інша книга «Про Бабеля — і не тільки про нього: Я намагаюся відновити риси (спогади)» вийшла у московському видавництві АСТ у 2013 році, вже після смерті Антоніни Пирожкової (журнальна публікація — «Жовтень» № 9 та № 12 у 2011 році) . У липні 2010 року Антоніна Пирожкова була запрошена на батьківщину письменника, до Одеси, де мала схвалити макет майбутнього пам'ятника Ісаку Бабелю, але приїхати сама не змогла, спілкувалася за листуванням, з макетом пам'ятника знайомилася за фотографіями  . 4 вересня 2011 року, через рік після смерті Антоніни Миколаївни, пам'ятник Бабелю в Одесі було відкрито. На церемонії були присутні рідні письменники — донька Лідія, онук Андрій та правнук Микола .
Антоніна Пирожкова померла 12 вересня у своєму будинку в місті Сарасота, штат Флорида в США на 102-му році життя. Про причини її смерті офіційно не повідомлялося.

## Родина
- Донька — архітектор Лідія Ісаківна Бабель (нар. 1937).
  - Онук — театральний педагог, режисер, актор і театрознавець Андрій Олександрович Малаєв-Бабель (нар. 1967), випускник Щукінського училища, професор Нью Коледж Університету штату Флорида (м. Сарасота, США), постановник картини «У пошуках Бабеля» (2013) «Yevgeny Vakhtangov: A Critical Portrait» (Лондон — Нью-Йорк: Routledge, 2012)[10] .

### Документальний фільм
- 2013 — У телециклі «Більше, ніж любов» каналу « Культура»: «Ісак Бабель та Антоніна Пирожкова» (реж. Олександр Столяров)

## Твори
- Волков В. П. Наумов С. Н. Пирожкова А. М. Тунелі та метрополітени (Архівна копія) — М. : Транспорт, 1975
- Ісаак Бабель. Спогади сучасників // упорядник А. М. Пирожкова; 2-ге видання. — М., 1989.
- Antonina Pirozhkova . At His Side: The Last Years of Isaac Babel. — USA, Steerforth Press, 1996.
- Пирожкова А. М. Сім років із Ісаком Бабелем. — N. Y. .: Слово / Word, 2001.
- Пирожкова А. М. Про Бабеля — і не тільки про нього: Я намагаюся відновити риси (спогади). — М. .: АСТ, 2013.